# Kanton Arras-2
Kanton Arras-2 (francouzsky Canton d'Arras-2) je francouzský kanton v departementu Pas-de-Calais v regionu Hauts-de-France. Tvoří ho 11 obcí a část města Arras. Zřízen byl v roce 2015.

## Obce kantonu
- Arras
- Athies
- Bailleul-Sir-Berthoult
- Fampoux
- Farbus
- Feuchy
- Gavrelle
- Monchy-le-Preux
- Saint-Laurent-Blangy
- Saint-Nicolas
- Thélus
- Willerval